# Flatschkofelia
Flatschkofelia es un género de foraminífero bentónico de la subfamilia Flatschkofeliinae, de la familia Placopsilinidae, de la superfamilia Lituoloidea, del suborden Lituolina y del orden Lituolida. Su especie tipo es Flatschkofelia anisica. Su rango cronoestratigráfico abarca el Triásico medio.

## Discusión
Clasificaciones previas hubiesen incluido Flatschkofelia en el suborden Textulariina del orden Textulariida, o en el orden Lituolida sin diferenciar el suborden Lituolina.

## Clasificación
Flatschkofelia incluye a la siguiente especie:
- Flatschkofelia anisica †